# موریس مرلو-پونتی
موریس مرلو-پونتی (به فرانسوی: Maurice Merleau-Ponty) (۱۴ مارس ۱۹۰۸–۳ مه ۱۹۶۱) از مطرح‌ترین پدیدارشناسان قرن بیستم بود. او از پژوهش‌های هوسرل فراتر رفت و نشان داد که دوگانگی سوژه و ابژه در کار نیست. شاخهٔ اصلی کار او، پدیدارشناسی ادراک، یکی از ۳ سنت مهم در پدیدارشناسی محسوب می‌شود.

## زندگی
مرلو-پونتی در روشفو، شارانت-ماریتیم در سال ۱۹۰۸ به دنیا آمد. پدر وی در سال ۱۹۱۳ هنگامی که موریس ۵ ساله بود از دنیا رفت. پس از پایان مدرسه به اکول نرمال سوپریور رفت و در کنار ژان پل سارتر، سیمون دوبوار، و سایمون ویل به تحصیل مشغول شد. وی در سالهای ۱۹۴۹ تا ۱۹۵۲ در سوربن به تدریس روان‌شناسی کودک و تعلیم و تربیت مشغول شد. در سال ۱۹۵۲ استاد فلسفه در کلژ دو فرانس شد، وی جوانترین فردی بود که به این امکان دست یافته بود. او می‌کوشید تا هم در زندگی و هم در فلسفه خویش، توازنی میان روان‌شناسی و فلسفه برقرار کند.
در کنار تدریس، مرلو پونتی سردبیر مجلهٔ سیاسی دوران مدرن، از زمان پیدایش آن در سال ۱۹۴۵ تا ۱۹۵۲ بود. وی در جوانی آثار کارل مارکس را مطالعه کرده بود. سارتر عنوان کرده بود که مرلو-پونتی وی را به یک مارکسیست تبدیل کرده بود. دوستی بین این دو بر سر اختلاف نظر بر سر کمونیسم به پایان رسید، در حالی که مرلو-پونتی نظرش را دربارهٔ کمونیسم تغییر داده بود، سارتر همچنان به آن وفادار ماند. مرلو-پونتی در سال ۱۹۶۱، در سن پنجاه و سه سالگی در حالی که خود را برای تدریس در کلاسی در مورد دکارت آماده می‌کرد بر اثر سکتهٔ مغزی از دنیا رفت. وی در گورستان پر-لاشز دفن شده است.

## ترجمه به فارسی
از مرلوپنتی
- ان‍س‍ان‌دوس‍ت‍ی و خ‍ش‍ون‍ت، ترجمهٔ روشنک داریوش، تهران: روشنگران و مطالعات زنان، ۱۳۸۰.
- در ستایش فلسفه، ترجمهٔ ستاره هومن، تهران: نشر مرکز، ۱۳۷۵.
- جهان ادراک، ترجمهٔ فرزاد جابرالانصار، تهران: ققنوس، ۱۳۹۱.
- گویش‌های سال ۱۹۴۸: (به انضمام تردید سزان)، ترجمه ناصر قاسم‌نژاد، رشت: فرهنگ ایلیا، ۱۳۹۷.

دربارهٔ مرلوپونتی
- مرلوپنتی برای معماران، جاناتان هیل، ترجمه گلناز صالح کریمی، تهران: فکر نو، ۱۳۹۷.
- پدیدارشناسی نزد مرلوپونتی، مرضیه پیراوی ونک، تهران: پرسش، ۱۳۹۷.

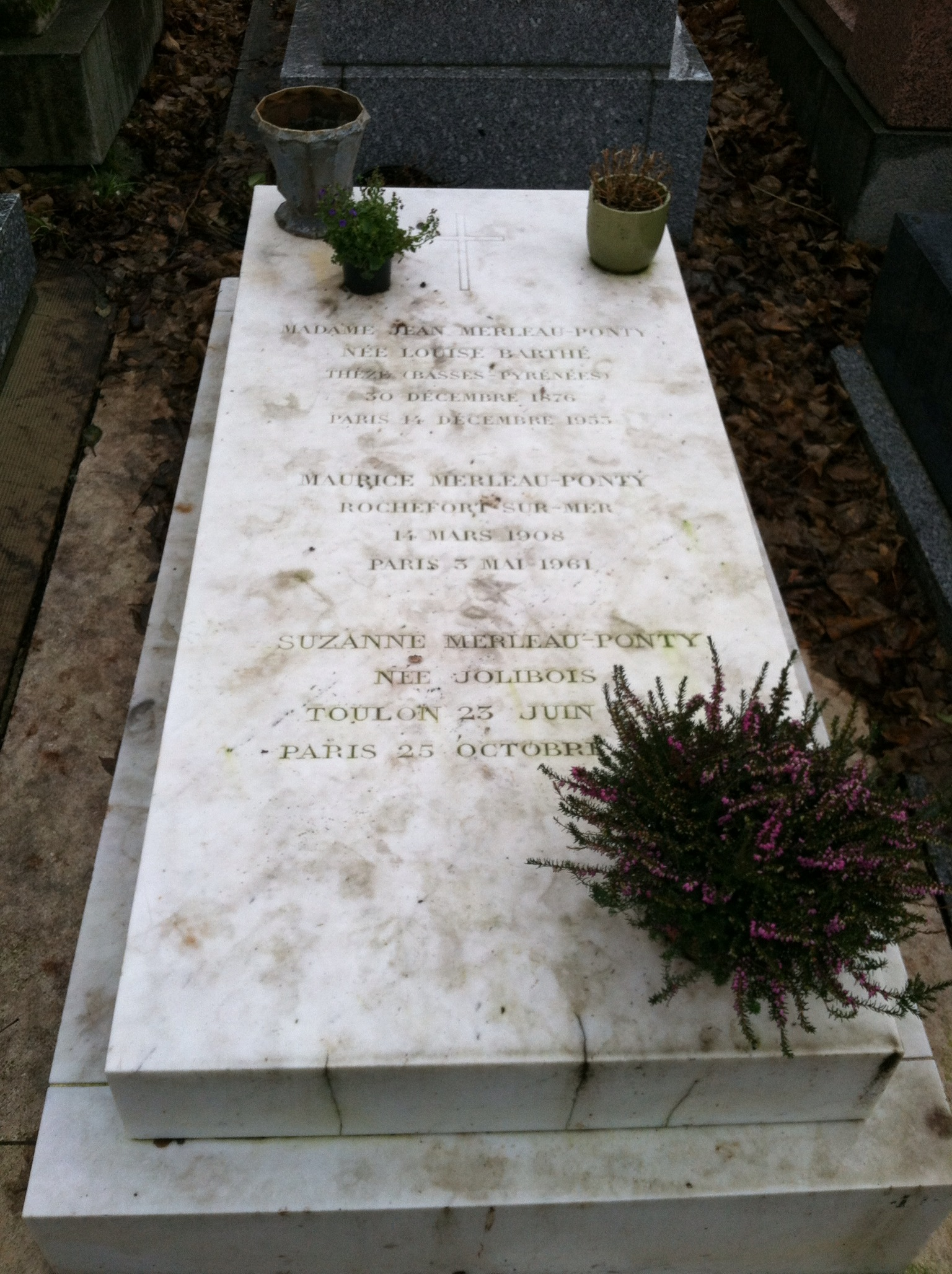
آرامگاه